# Onthophagus janssensi
Onthophagus janssensi là một loài bọ cánh cứng trong họ Bọ hung (Scarabaeidae).